# Liolaemus yanalcu
Liolaemus yanalcu este o specie de șopârle din genul Liolaemus, familia Tropiduridae, descrisă de Victor Martínez în anul 2002. Conform Catalogue of Life specia Liolaemus yanalcu nu are subspecii cunoscute.